# Патара
Патара (ликийск. 𐊓𐊗𐊗𐊀𐊕𐊀 Pttara; др.-греч. Πάταρα; тур. Patara) — древний ликийский город. Располагается в Малой Азии на территории современной Турции в окрестностях посёлка Гелемиш.
Один из крупнейших городов и главный порт Ликийского союза. Благодаря близости к устью реки Ксанф, открывающему путь в густонаселённую долину, имел большое стратегическое и торговое значение.
В античные времена в городе находилось известное в греческом мире святилище Аполлона с оракулом.

## История

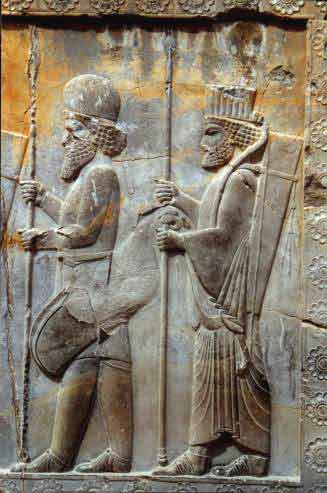
Персидские воины

Согласно Страбону, город основал Патар, сын Аполлона и Ликии, дочери Ксанфа.
Самые древние следы жизнедеятельности человека (остатки керамики), обнаруженные на акрополе, датируются VII веком до н. э.. К более позднему периоду (V—IV вв. до н. э.) относится обнаруженная на акрополе цистерна для сбора и хранения воды.

### Персидский период
Около 540 года до н. э., вся Малая Азия, включая Ликию, попадает под власть персидского царя Кира II. Ликийцы были одними из немногих народов, оказавших отчаянное сопротивление его полководцу Гарпагу.
Ликийцы же, когда Гарпаг вступил с войском в долину Ксанфа, вышли ему навстречу и доблестно сражались небольшими отрядами против огромного войска.Геродот
Впрочем, последующее правление персов ограничивалось сбором налогов и не оказывало существенного давления на жизнь региона, что позволило ликийским городам достичь высокого уровня развития и сформировать самобытную культуру.

### Эллинистический период
В 333 году до н. э. Патара, как и остальные города Ликии, без сопротивления сдаётся войскам Александра Македонского.
После распада империи Александра, в период войн диадохов городом последовательно владели Антигон I, затем Деметрий I, после чего он был покорён Птолемеями. Птолемей II Филадельф восстановил город и переименовал в Арсиною (др.-греч. Ἀρσινόη) в часть своей сестры и жены, но это название не прижилось. Город продолжали называть прежним именем.
В 196 году до н. э. город был захвачен Антиохом III. В 190 году до н. э. Антиох III проиграл римлянам битву при Магнесии, что в итоге привело его к поражению в Сирийской войне. По результатам заключённого в 188 году до н. э. договора к римлянам отходили все малоазийские земли западнее Таврских гор. Ликия была присоединена к Родосу, союзнику римлян. Родосцы пытались доминировать над ликийцами, которые отчаянно сопротивлялись. В итоге, после почти десятилетней войны, в 177 году до н. э., когда отношения между Родосом и Римом осложнились, Сенат поддержал сторону ликийцев. К 167 году до н. э. Ликия окончательно обрела независимость, оставаясь союзником Рима.
В этот момент начинается расцвет Ликийского союза (ликийск.: Itlehi Trm̃mili), в котором Патара выполняла роль столицы.
В 88 году до н. э. город подвергся осаде царём Понта Митридатом VI, с которым здесь произошла следующая история:
...окружив своим войском Патары, он стал для сооружения военных машин вырубать рощу Латоны, но, испуганный сновидением, даже материал оставил нетронутым.Аппиан

### Римский период

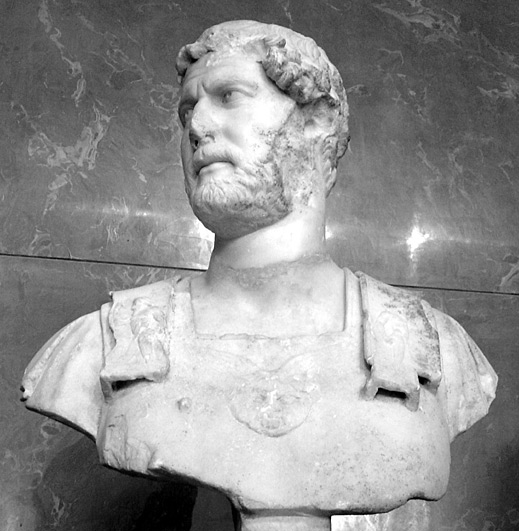
Император Адриан

В 43 году до н. э. в Ликию в поисках денег и воинов для ведения войны со Вторым Триумвиратом прибыл Марк Юний Брут с войсками. Влиятельный ликиец Навкрат призвал жителей к неподчинению Бруту. Сильное сопротивление оказали жители соседнего города Ксанфа, который в результате осады был полностью сожжён вместе со своими защитниками. Спаслось лишь около 150 человек, среди которых были и бежавшие в Ксанф жители Патары. Осаждённая Патара также отказывалась подчиниться римлянам, но в ходе переговоров Брут отпустил захваченных его солдатами, жён и дочерей видных граждан, которые уговорили защитников города смириться и подчиниться римлянам. В итоге, жители Патары снабдили Брута кораблями и золотом, получив взамен освобождение от податей на ближайшие несколько лет. Другие ликийские города последовали примеру Патары и не оказали римлянам серьёзного сопротивления.
В 43 году Патара окончательно вошла в состав провинции Памфилия Римской империи. В последующие годы город испытывает расцвет. Его посещают императоры Веспасиан и Адриан (с женой Сабиной). Около 138 года до н. э. население Патары достигает 20 000 жителей.
Во время римского правления город славился производством обуви.

### Византийский период

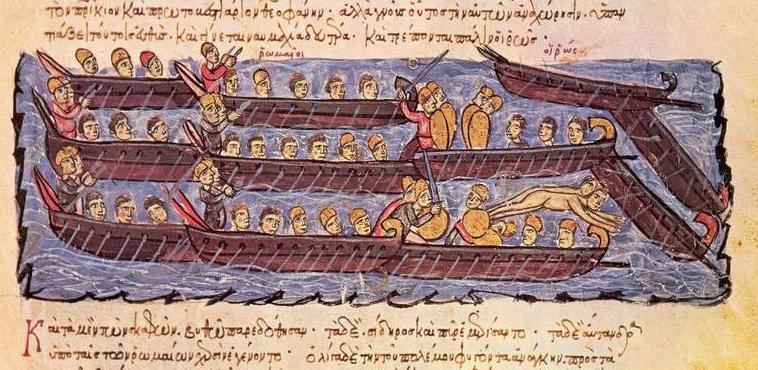
Византийский флот отражает нападение Руси на Константинополь в 941 году

Начиная с середины VII века арабы, отвоевавшие у Византийской империи Сирию, Египет, и Северную Африку создают сильный флот и начинают совершать набеги на средиземноморское побережье Малой Азии. Империя, испытывающая в тот момент глубокий кризис, не в состоянии обеспечить защиту своих территорий. Из-за постоянных набегов и грабежей население города уменьшается.
В начале VIII века, с развитием фемной системы (система военно-административного деления) в Византии, Патара входит в новообразованную морскую фему Кивирреоты (греч. Θέμα ναυτικόν Κιβυρραιωτῶν), охватывающую южное побережье Малой Азии и острова Эгейского моря. Кивирреоты являлась самой значительной морской фемой Византии составляя основу византийского флота. Флот Кивирреоты, в частности, участвовал в отражении морских набегов русских князей на Константинополь.
При раскопках старой портовой бани обнаружен средневековый меч, который относится к группе К или О по типологии норвежского археолога Яна Петерсена.
В X веке, после ряда побед над арабами Византия восстанавливает влияние в регионе. В это время город используется в качестве военно-морской базы.
Во времена Византийской империи город сохранял важное торговое и военное значение в качестве морского порта до тех пор пока в результате нашествия сельджуков не был разрушен.

## Религия

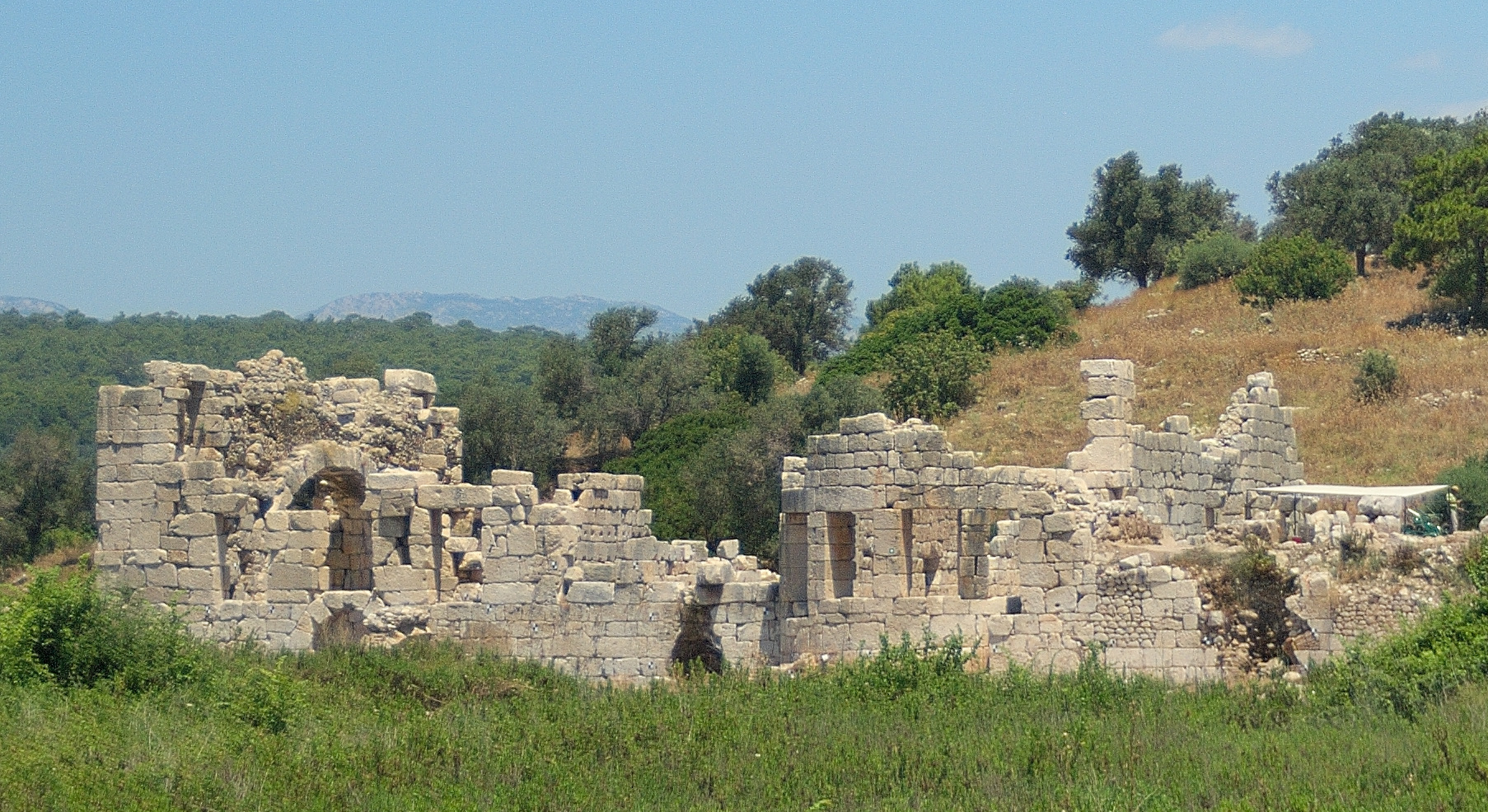
Руины византийской базилики

С античных времён Патара являлась крупным религиозным центром. Здесь располагалось известное в греческом мире святилище Аполлона с оракулом.
Апостол Павел вместе с евангелистом Лукой останавливались в Патаре на пути из Родоса в Финикию.
Христианская Церковь здесь существовала уже с самых древних времен. В городе была расположена епископская кафедра. Патарские епископы играли важную роль в раннем христианстве. Из них выделяются:
- Мефодий (возможно, был епископом Олимпоса)
- Евдем, епископ Патарский, присутствовал на первом Никейском соборе в 325 году;
- Евдемий подписался под определениями первого Константинопольского собора в 381 году;
- Кириней — под определениями Халкидонского собора в 451 году.

Около 270 года в Патаре родился и впоследствии получил образование будущий епископ Миры, Николай, более известный как Николай Чудотворец.

## Достопримечательности

### Триумфальная арка

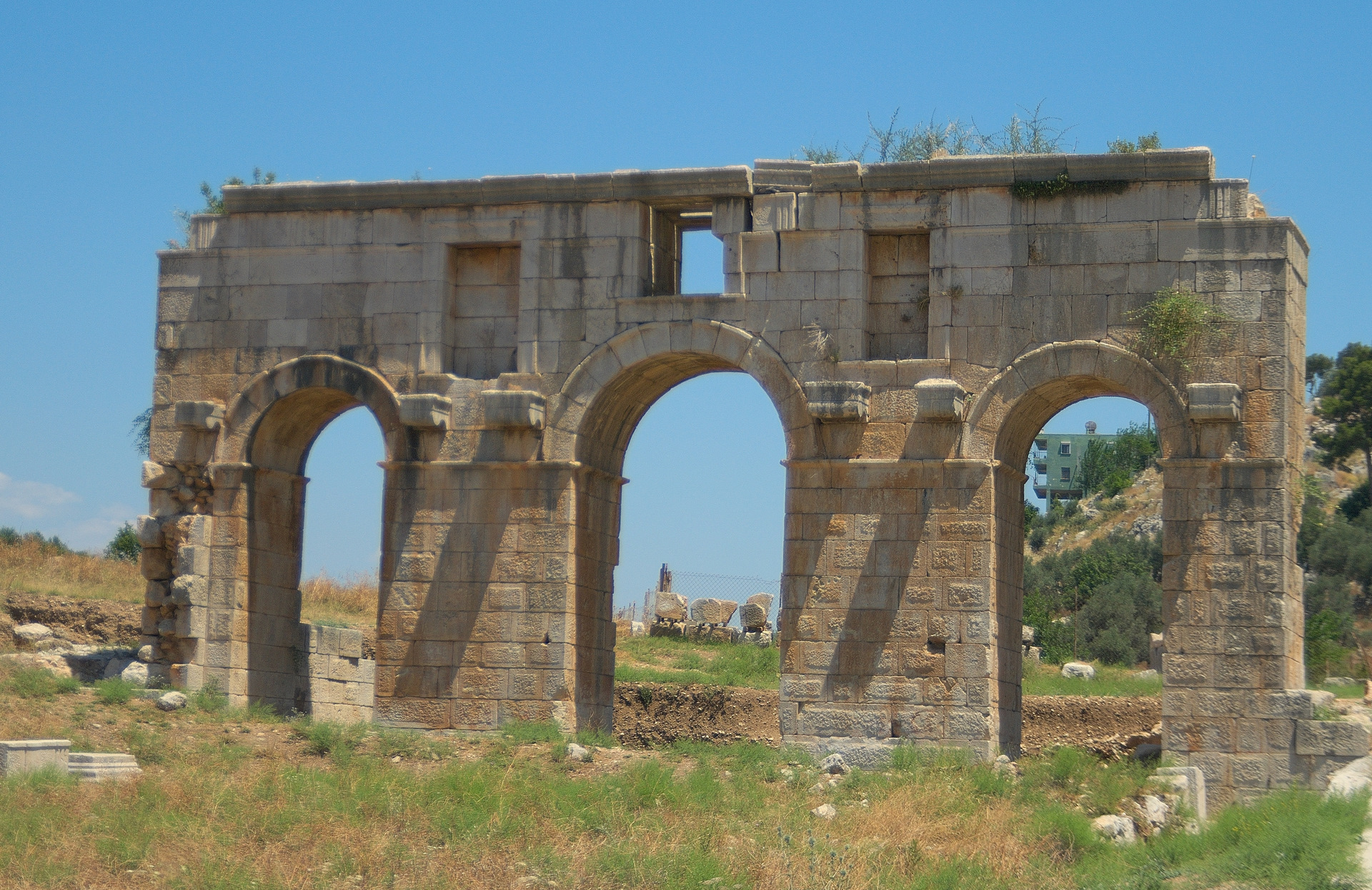
Арка Меттия Модеста

Триумфальная арка или арка Меттия Модеста, наместника созданной в 74 году римской провинции Ликия и Памфилия. Возведена около 100 года. Имеет 12 консолей, по 6 с каждой из сторон, на которых были размещены бюсты Модеста и членов его семьи. Городскими воротами арка, скорее всего, не являлась, так как под ней не обнаружена дорога. Использовалась как завершающая часть акведука, по которому в Патару подавалась вода.

### Центральная улица
Центральная улица с колоннадой. Проложена от т. н. «Южных ворот» до берега гавани на севере. По обеим сторонам улицы располагались торговые лавки.

### Центральные термы
Центральные термы. Расположены с восточной стороны центральной улицы.

### Театр

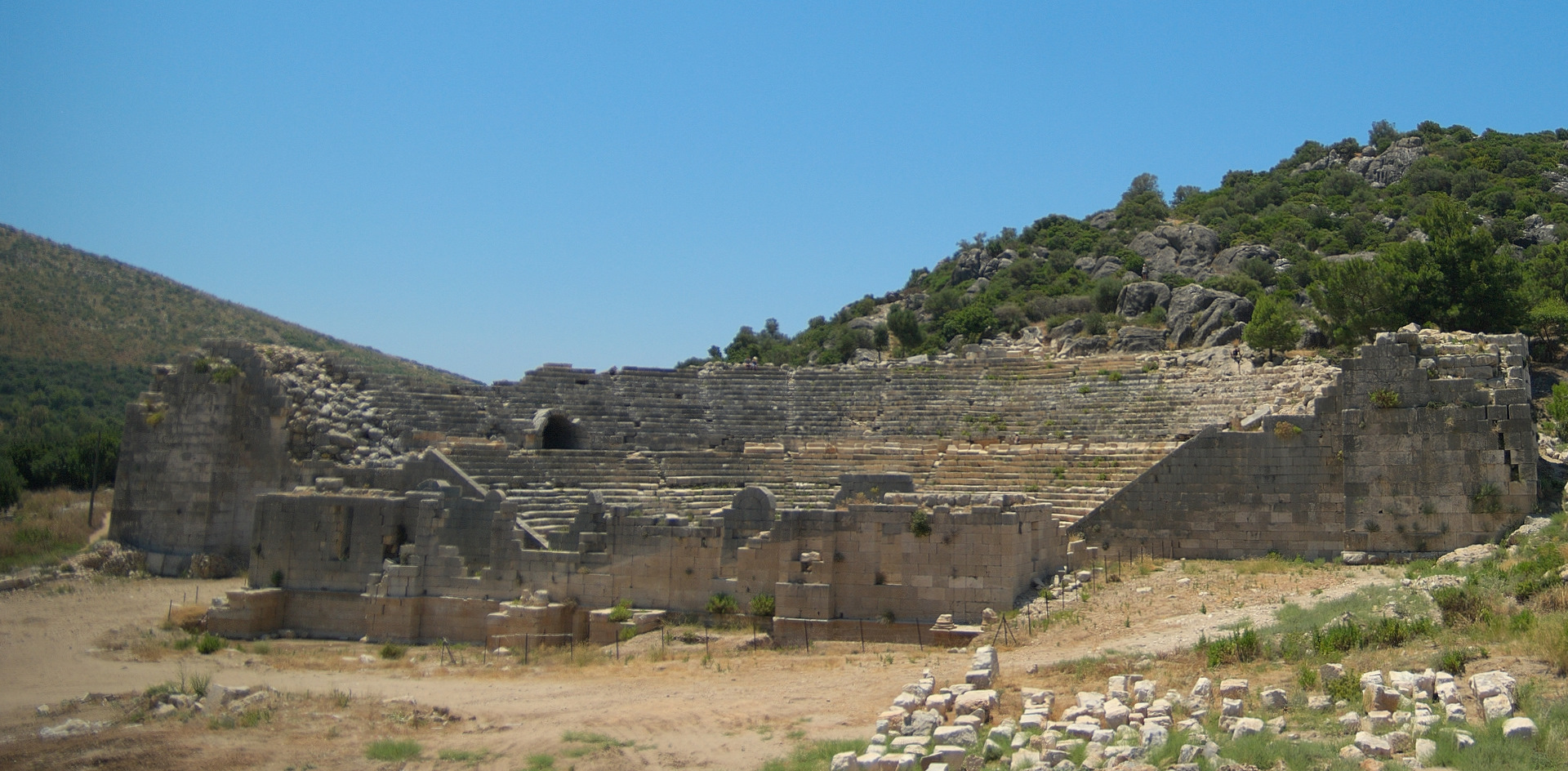
Театр

Театр. Изначально построен, предположительно, в эллинистический период. Сохранившиеся надписи говорят о том, что в начале I века до н. э. театр перестроил Polyperchon, служитель Аполлона. На наружной поверхности скены сохранилась надпись, гласящая, что проскений (каменная пристройка к скене в виде колоннады или портика) был построен человеком по имени Quintus Velio Titionus в 147 году, а также украшен его дочерью, Vilia Procula, статуями и мраморным покрытием 
...в честь богов Августа, в честь богов города Патара и в честь императора Антонина Пия.

### Булевтерий

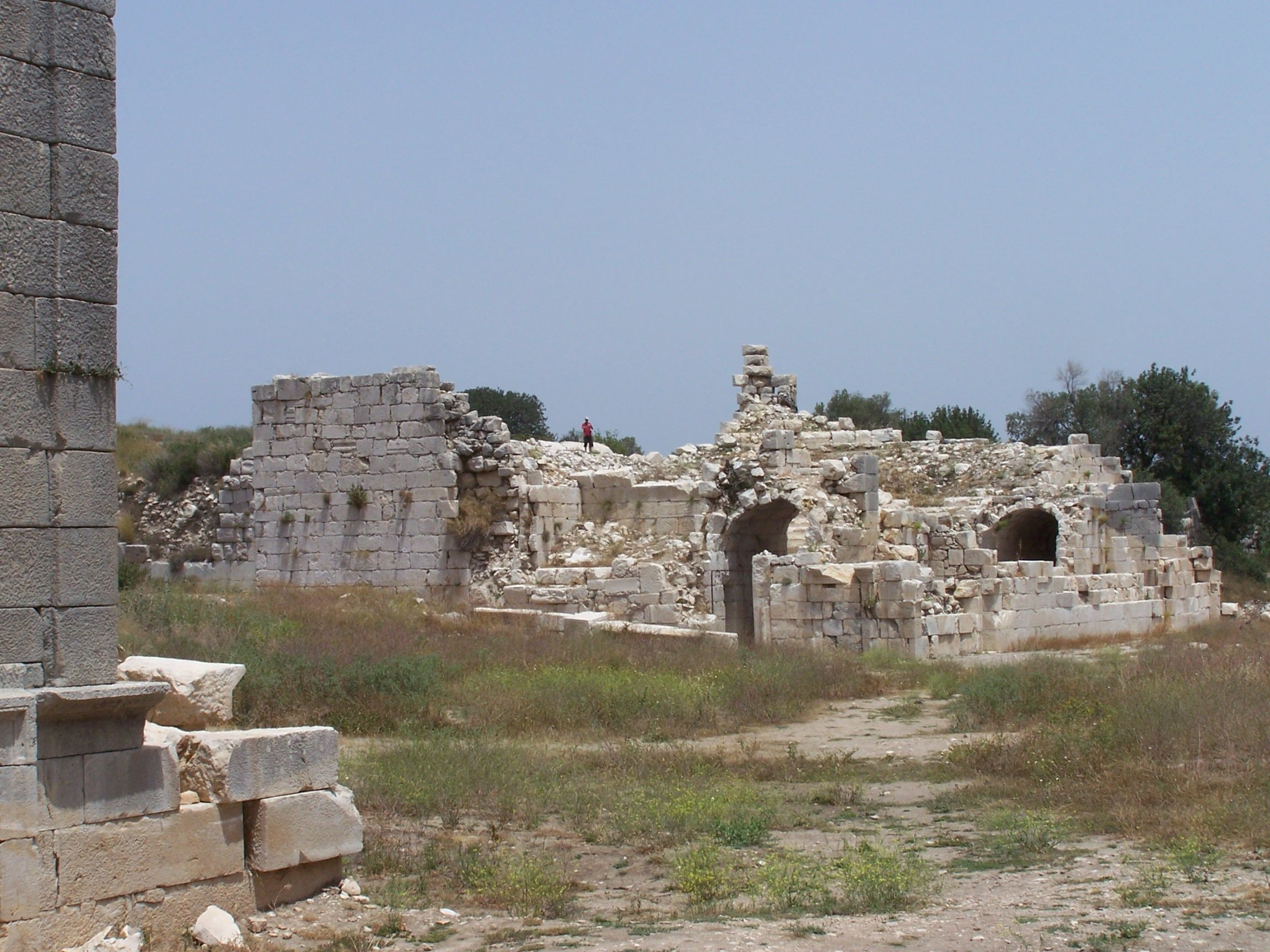
Руины здания городского совета

Здание городского совета (булевтерий) расположено с северной стороны от театра и является одним из крупнейших административных зданий Анатолии (43 х 29 метров). В центре сооружения располагалось место ликиарха — избираемого главы Ликийского союза.

### Зернохранилище Адриана
Зернохранилище (лат. granarium). Расположено на западной стороне гавани. Здание имеет размеры 67 х 19 метров и разделено на 8 секций. Возможно имело два этажа. Построено в 131 году во времена императора Адриана, который останавливался в Патаре вместе со своей женой Сабиной. Аналогичное зернохранилище, также построенное при Адриане, находится в другом портовом городе той эпохи Андриаке, расположенном в окрестностях современного города Демре.

### Термы Веспасиана

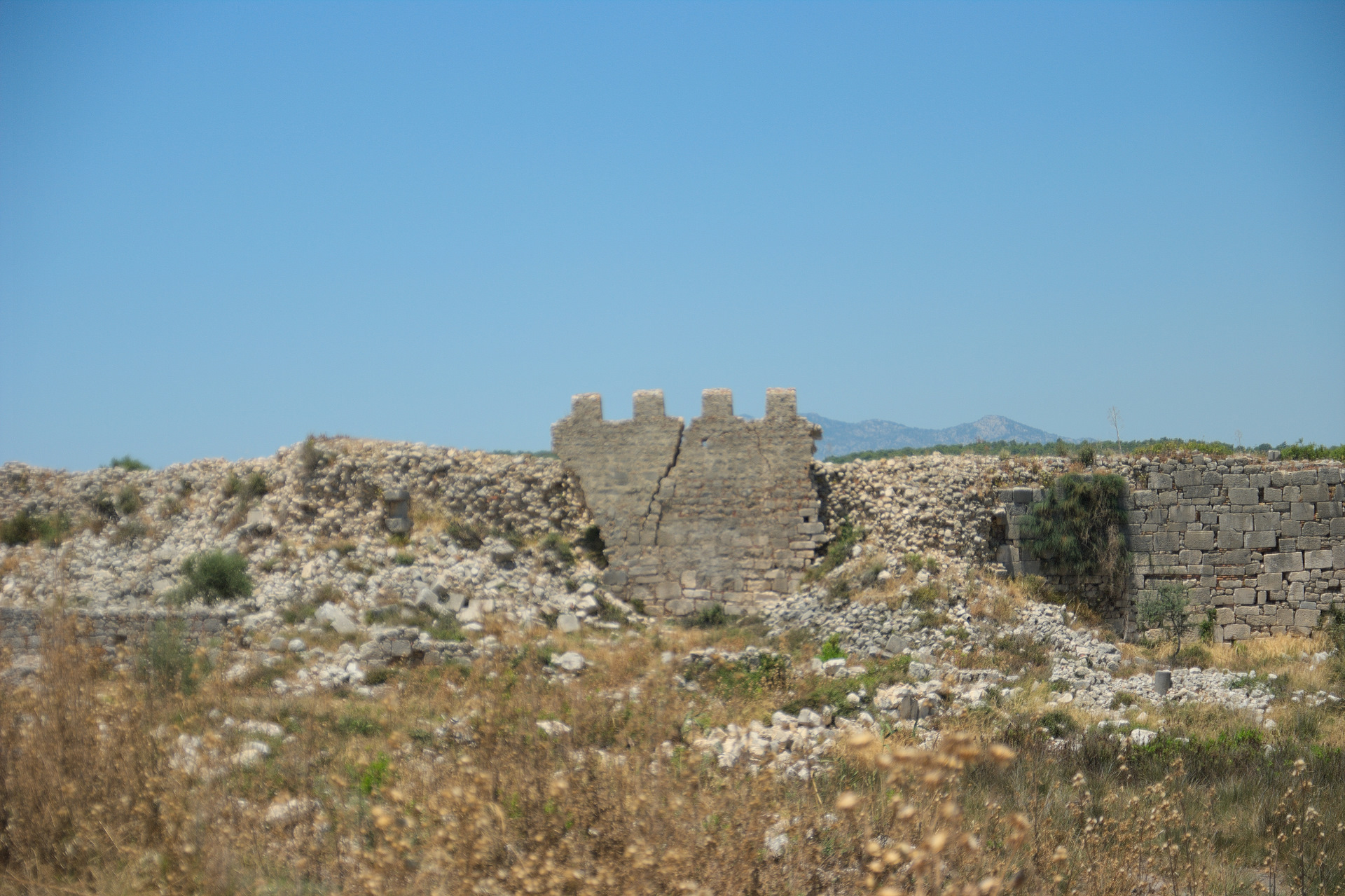
Остатки городских укреплений византийского периода

Термы Веспасиана — самые крупные термы в Патаре, Состояли из трёх основных помещений, соединённых дверьми. Интерьер был отделан мраморной плиткой. Помещения отапливались при помощи системы гипокауст. В термах были:
- аподистерий — раздевалка,
- фригидарий — помещение в котором находился бассейн с холодной водой,
- тепидарий — комната для предварительного разогрева и мытья тёплой водой,
- кальдарий — горячая баня.

Несмотря на название, полагают, что изначально термы были построены в последние годы правления императора Нерона, тогда как при Веспасиане они были лишь отреставрированы. Если это так, то термы Веспасиана в Патаре, являются старейшими известными термами на территории Ликии.

### Другие
- «Коринфский» храм

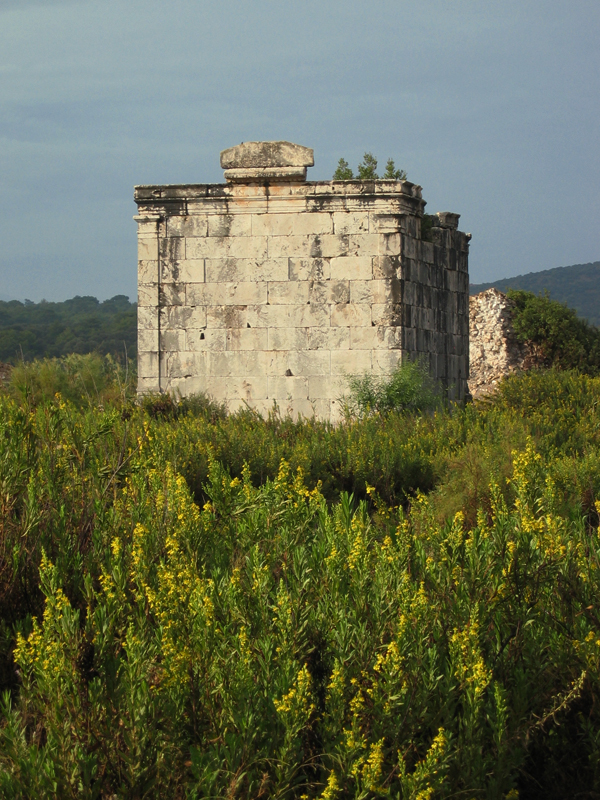
«Коринфский» храм

- Гробница Марции датируется второй четвертью III века до н. э.. Из надписи на гробнице следует, что гробница построена влиятельной гражданкой Патары и Сидимы, третьей дочерью ликиарха Алхимоса III (Alchimos III) носящей имя Marcia Aurelia Chryion. Из той же надписи следует, что гробницы построена для самой Марции, её отца и мужа.
- Некрополь с ликийскими и римскими захоронениями. К 2002 году обнаружено 48 скальных гробниц[10].

## Наши дни
В наши дни руины города практически полностью занесены песком. Место бывшей гавани превратилось в болото и не соединяется с морем. На территории ведутся археологические работы.